# Santuari de Sant Miquel Arcàngel (Monte Sant'Angelo)
Il Santuario di San Michele Arcangelo (El Santuari de Sant Miquel Arcàngel, en català) es troba al cor de Monte Sant'Angelo i va ser declarat Patrimoni de la Humanitat per la UNESCO el juny de 2011. És un dels santuaris més famosos del món dedicats a l'arcàngel. S'assenta sobre un turó, envoltat pel típic paisatge verd de Gargano.
 

## Història
La cova subterrània era probablement un lloc de culte des de la dominació grega. La creació del santuari va tenir lloc entre els segles V i VI dC. a iniciativa del bisbe de Siponto Lorenzo Maiorano, després de tres aparicions de l'Arcàngel. Es va convertir en un santuari nacional dels longobards, i als segles següents va patir atacs sarraïns. Va ser restaurada per l'arquebisbe de Benevent Aione al segle ix. Normands i angevins varen deixar la marca del seu domini i avui està confiada a la Congregació de l'Arcàngel Sant Miquel.

## Arquitectura

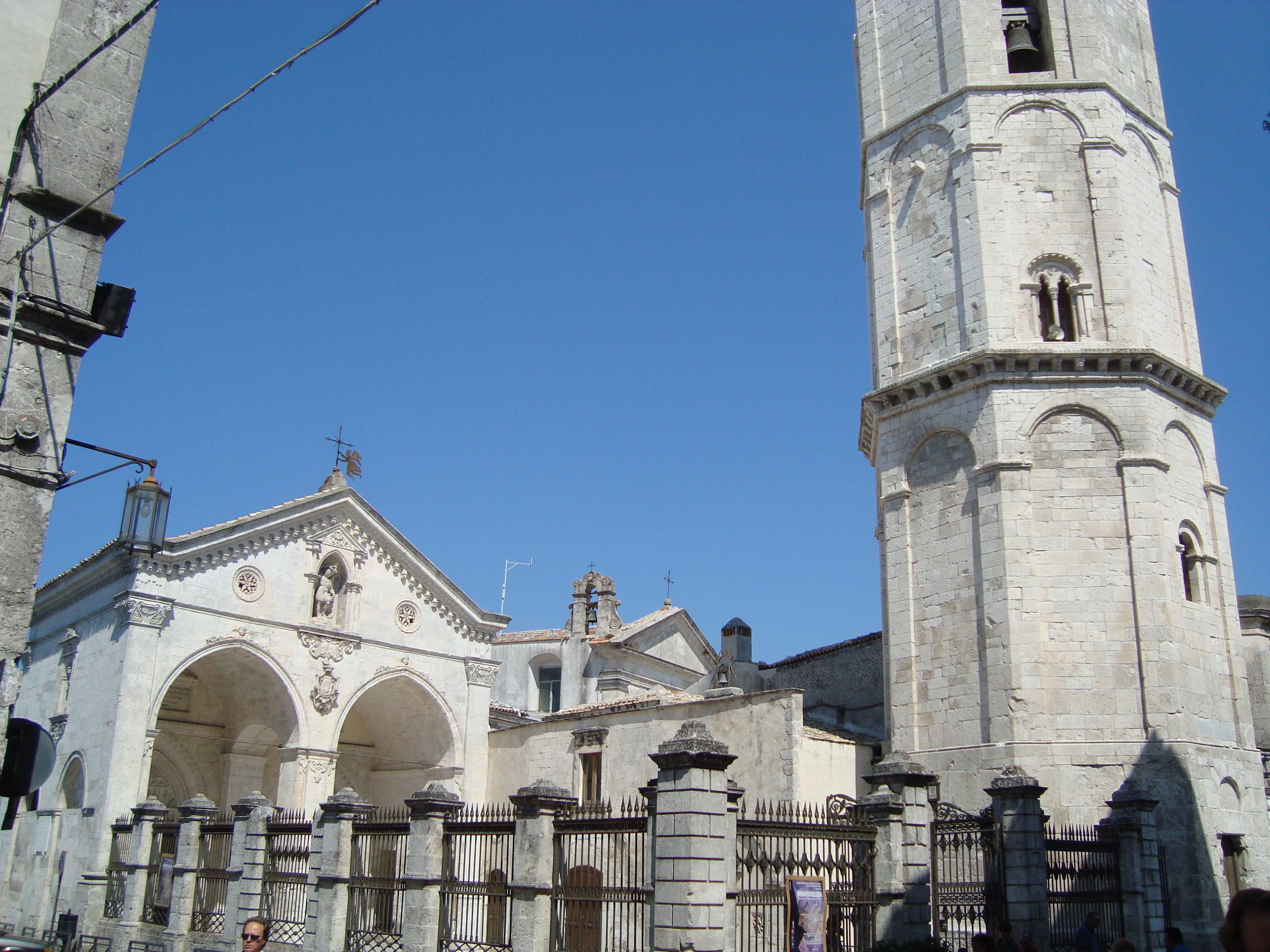
Exterior del Santuari

Amb dos nivells, té una façana romànica i un campanar, també coneguda com a torre angevina. La façana està formada per dos grans arcs rematats per una fornícula amb la imatge de Sant Miquel.

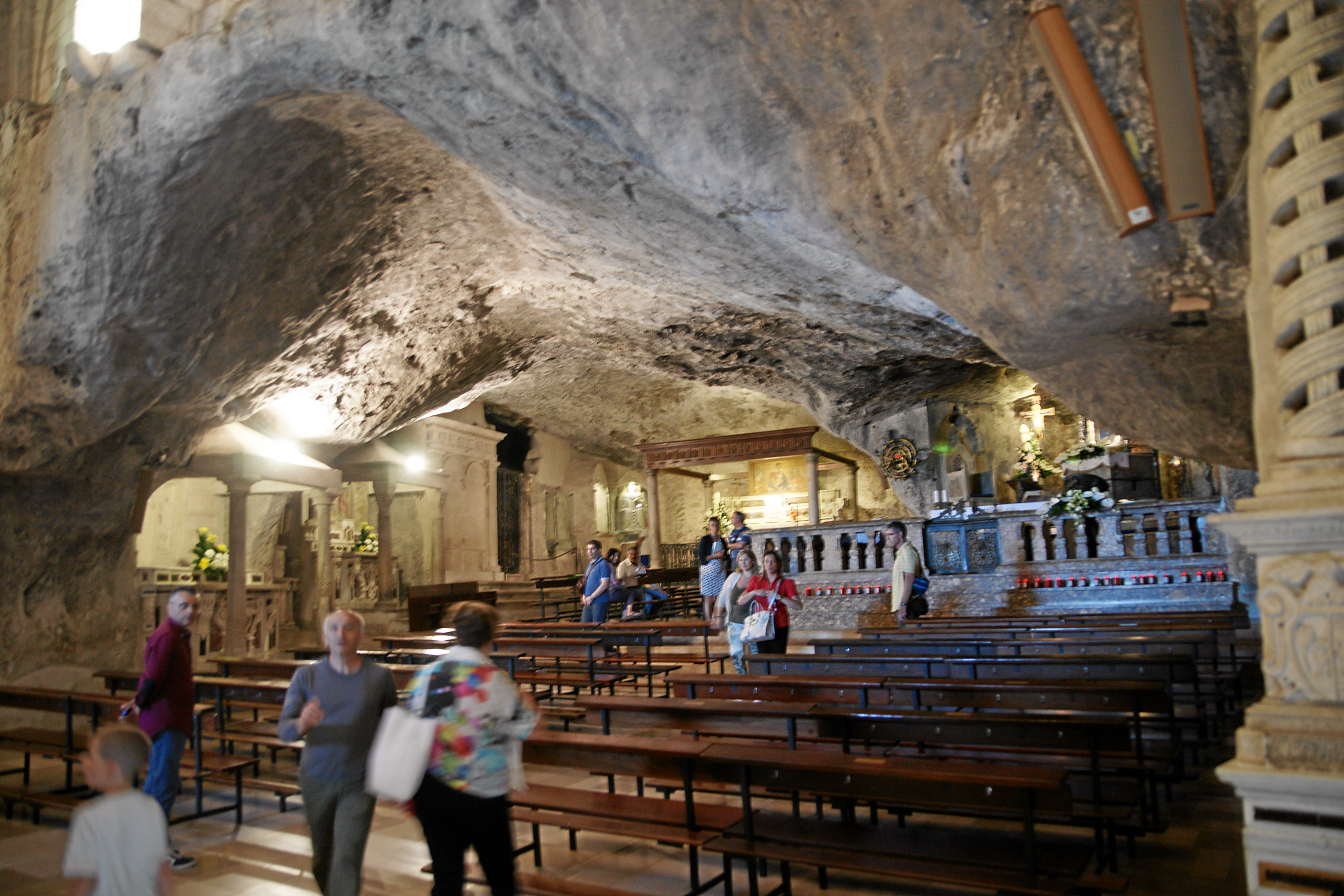
Interior del Santuari

Des del vestíbul, s'accedeix a l'escala de 86 esglaons que condueixen a la Gruta Sagrada, lloc de les aparicions de Sant Miquel i el cor del santuari. Aquí es pot llegir una inscripció amb les paraules de l'arcàngel, "On s'obre la roca, es perdonaran els pecats dels homes". Aquí es poden veure nombroses inscripcions gravades a la roca, fins i tot amb símbols rúnics, que demostren el pas dels pelegrins des de l'era longobarda.
Al cor de la Gruta Sagrada es troba l'estàtua de l'Arcàngel Sant Miquel que va ser tallada en marbre per Andrea Sansovino l'any 1507. Altres valuosos tresors d'art religiós són també la Càtedra episcopal i l'estàtua de Sant Sebastià. Les criptes s'han enriquit amb escultures provinents d'excavacions arqueològiques realitzades als voltants.
L'altar barroc del Santíssim Sagrament i el de la Verge Maria s'afegeix el magnífic altar major, dominat per l'estàtua de marbre de l'Arcàngel.